# Stilobezzia pauliani
Stilobezzia pauliani är en tvåvingeart som beskrevs av Meillon 1961. Stilobezzia pauliani ingår i släktet Stilobezzia och familjen svidknott.
Artens utbredningsområde är Madagaskar. Inga underarter finns listade i Catalogue of Life.